# Better Than Raw
Better Than Raw – ósmy album studyjny niemieckiej grupy power metalowej Helloween.
Na płycie znalazła się piosenka w całości napisana po łacinie ("Laudate Dominum").

## Lista utworów
1. "Deliberately Limited Preliminary Prelude Period in Z" (Kusch) - 1:45
2. "Push" (Kusch) - 4:45
3. "Falling Higher" (Deris/Kusch/Weikath) - 4:46
4. "Hey Lord!" (Deris) - 4:06
5. "Don't Spit on My Mind" (Deris/Grosskoph) - 4:23
6. "Revelation" (Deris/Kusch) - 8:21
7. "Time" (Deris) - 5:42
8. "I Can" (Weikath/Deris) - 4:38
9. "A Handful of Pain" (Deris/Kusch) - 4:47
10. "Laudate Dominum" (Weikath) - 5:10
11. "Back on the Ground" (Deris/Weikath) - 4:36 (bonus na japońskiej wersji albumu)
12. "Midnight Sun" (Weikath) - 6:20

### Bonusowe utwory na rozszerzonej edycji
1. "Back On The Ground" – 4:39 (Kusch/Deris)
2. "A Game We Shouldn't Play" – 3:38 (Deris)
3. "Perfect Gentleman" (Live Bootleg Version) – 3:27 (Kusch/Deris)
4. "Moshi Moshi~Shiki No Uta" (Live Drum Solo) – 6:53 (Kusch/Grapow)